# Мид, Уолтер Рассел
Уолтер Рассел Мид (Walter Russell Mead; род. 12 июня 1952, Колумбия) — американский эксперт-международник, один из ведущих в США. Профессор международных отношений и гуманитарных наук (James Clarke Chace Professor) Бард-колледжа, заслуженный научный сотрудник (Ravenel B. Curry III Distinguished Fellow) Гудзоновского института. Редактор American Interest. Колумнист The Wall Street Journal. Отмечен Lionel Gelber Award (2002) и Benjamin Franklin Prize (2012).
Окончил Йель (бакалавр). В 2008-2011 годах являлся там заслуженным фелло. С 2010 года в Бард-колледже. В 2018 году стал колумнистом WSJ. 
Член совета - основатель New America. 
Автор книги «Сила, террор, мир и война», получившей контраверсийные отклики. В ней Мид решительно поддержал внешнюю политику правительства Джорджа Буша-младшего.
Также автор книги Special Providence: American Foreign Policy and How It Changed the World (Alfred A. Knopf, 2004). Автор других книг.
Публикации
- God and Gold: Britain, America, and the Making of the Modern World (Alfred A. Knopf, 2007) - одна из лучших книг года по версиям Washington Post и Economist, а также Financial Times[6].
- Power, Terror, Peace, and War: America’s Grand Strategy in a World at Risk (2004)
- Special Providence: American Foreign Policy and How It Changed the World (Alfred A. Knopf, 2001) - удостоилась Lionel Gelber Award 2002 года.